# 大友貞載
大友 貞載（おおとも さだとし/さだのり）は、鎌倉時代末期から南北朝時代にかけての武将。豊後国大友氏の一族。立花氏の祖であり立花貞載ともよばれる。筑前国立花山城の築城者とされる。

## 経歴
元弘3年/正慶2年（1333年）父の貞宗に従って鎮西探題の北条英時を滅ぼす。同年12月3日の父の急死後は大友氏の家督を継いだ弟千代松丸（大友氏泰）を補佐した。
建武2年（1335年）、足利尊氏が建武政権に叛旗を翻すと、当初は新田義貞の尊氏追討軍に従うが、箱根・竹ノ下の戦いで足利方に寝返って、新田義貞敗走の一因となった。しかし、京の戦いにおいて、尊氏の命を狙って偽りの投降をしてきた宮方の結城親光の襲撃に遭い、絶命する。『梅松論』によれば、親光は貞載に斬りつけて重傷を負わせたが、貞載に返り討ちにあって首を取られ、一方の貞載もこの傷が元でまもなく死亡したとされる。
『太平記』によれば、親光は応対した大友貞載に、降参人のくせになぜ鎧を脱がないと言われ、尊氏暗殺の企てを見破られたと思い、せめて敵将の1人でも討ち取ろうと貞載を斬殺し、群がってきた足利兵を手当たり次第に斬り倒すも足利兵により殺されたとされる。
また、親光は尊氏ではなく箱根・竹ノ下の戦いの際に官軍から足利方に寝返ることで、官軍（宮方）の敗戦を決定づけた貞載当人を狙ったとする説もある。
貞載の死後、弟の立花宗匡が家督を継いだ。